# Ligne de trolleybus 12 (Liège)
La ligne 12 est une ancienne ligne du trolleybus de Liège qui reliait Liège à Loncin entre 1956 et 1971.

## Histoire
1956 : mise en service en remplacement de la ligne de tramway 12 et prolongement vers la rue de Jemeppe à Loncin (boucle de retournement).
1957 : service partiel 12/ entre la Place Saint-Lambert et l'Église du Plateau à Ans.
1971 : suppression et remplacement par une ligne d'autobus sous le même indice.